# هری یورگنسن
هری یورگنسن (انگلیسی: Harry Jørgensen؛ زادهٔ ۷ دسامبر ۱۹۴۵) قایقران روئینگ اهل دانمارک است.